# Alicja Żebrowska
Alicja Żebrowska (ur. 24 września 1956 roku w Zakopanem) – polska artystka współczesna, performerka, autorka instalacji, wideo i fotografii.

## Życiorys
Studiowała na Uniwersytecie Marii Curie-Skłodowskiej w Lublinie, na Wydziale Sztuk Pięknych. Dyplom uzyskała w 1981 roku. W latach 1990–1992 studiowała w Wyższej Szkole Sztuk Stosowanych w Wiedniu na Wydziale Rzeźby.
Od 1996 roku należy do Fortu Sztuki. W latach 1993–1995 była związana z Galerią Zderzak.

## Twórczość
Artystka w swojej twórczości intensywnie eksploruje obszary objęte sferą tabu. Podejmuje tematy marginalne, podskórne, pomijane. Kontakt z jej pracami wytrąca z automatyzmu patrzenia, skazując widza na własną zaradność bądź bezradność. Silnie zaznaczony została w jej twórczości wątek ciała, będący polem represji. Zajmuje się kondycją jednostki w skonwencjonalizowanym społeczeństwie, pokazując nieraz (jej) bezsilność wobec systemów, w których jest zanurzona. W swoich pracach penetruje wyobraźnie i odmienne stany świadomości. Często zaliczana do nurtu sztuki krytycznej.
W wideo Grzech Pierworodny (Domniemany Projekt Rzeczywistości Wirtualnej) zauważalne są wątki feministyczne. Artystka krytycznie wypowiada się na temat współczesnego modelu kobiecej seksualności. W wideo-performance z 1997 Czy możesz to wziąć do ręki? artystka zachęca przechodniów do „wzięcia do ręki” akcesoriów z sex shopu. W ten sposób zastanawia się na ile intymność może wejść w sferę publiczną. W pracach Onone oraz Kiedy inny staje się swoim zajmuje się tematem tożsamości płciowej.
W 1993 artystka zostaje zamknięta w uprzednio rozgrzanym do temperatury 37 stopni sarkofagu do czasu jego ochłodzenia. To rytualne działanie jest wyrazem chęci nawiązania dialogu pomiędzy tajemnicą natury a człowiekiem, stworzeniem symbiotycznego organizmu i nadzieją na odnalezienie transcendentnej wiedzy wykraczającej poza ludzkie doświadczenie.
W pracy Regresja (1997–2002) poddała się pięciogodzinnej hipnozie tworząc finalnie obraz wideo z sekwencjami obrazów z narracją artystki. Alicja Żebrowska odbywa podróż w nieświadomości, stając się doświadczeniem zmieniających dotychczasowy sposób orientowania się w rzeczywistości.